# Paschāt
Paschāt är en ort i Iran.   Den ligger i provinsen Khuzestan, i den centrala delen av landet, 400 km söder om huvudstaden Teheran. Paschāt ligger 1 160 meter över havet och antalet invånare är 477.
Terrängen runt Paschāt är huvudsakligen bergig, men åt sydväst är den kuperad. Runt Paschāt är det ganska tätbefolkat, med 56 invånare per kvadratkilometer. Närmaste större samhälle är Jangeh, 14,5 km nordväst om Paschāt. Omgivningarna runt Paschāt är i huvudsak ett öppet busklandskap.